# Gefährliche Spielsucht
Gefährliche Spielsucht (Originaltitel: The Game) ist die sechste Folge der fünften Staffel der US-amerikanischen Science-Fiction-Fernsehserie Raumschiff Enterprise – Das nächste Jahrhundert. Sie wurde in den Vereinigten Staaten über Syndication vermarktet und erstmals am 28. Oktober 1991 auf verschiedenen Fernsehsendern ausgestrahlt. In Deutschland war sie zum ersten Mal am 6. April 1994 in einer synchronisierten Fassung auf Sat.1 zu sehen.

## Handlung
Im Jahr 2368 bei Sternzeit 45208.2 kehrt Will Riker, der erste Offizier der Enterprise von einem Urlaub auf dem Planeten Risa zurück. Auf Risa hat er die Ktarianerin Etana Jol kennengelernt, die ihn mit einem recht ungewöhnlichen Spiel vertraut gemacht hat. Riker ist jetzt ganz begierig darauf, es seinen Kollegen auf der Enterprise zu zeigen.
Der Besatzung steht eine anstrengende Forschungsmission bevor. Außerdem ist ein Besuch angekündigt: Wesley Crusher, der Sohn der Schiffsärztin Beverly Crusher, hat nach seinem ersten Jahr auf der Sternenflottenakademie Ferien und nutzt dies für einen Abstecher auf die Enterprise. Zunächst scheint niemand zu seiner Begrüßung zu kommen, doch dann stellt Wesley zu seiner Freude fest, dass die Führungsoffiziere für ihn eine kleine Überraschungsparty organisiert haben. Als er erfährt, dass die Besatzung wegen der Forschungsmission unter großem Zeitdruck steht, bietet er bereitwillig seine Hilfe an. Er begibt sich in den Maschinenraum, wo er die Bekanntschaft der jungen Ingenieurin Robin Lefler macht. Sie hilft ihm bei einigen Einstellungen und die beiden sind sich auf Anhieb sympathisch.
Beverly Crusher bittet unterdessen den zweiten Offizier, den Androiden Data, ihr auf der Krankenstation bei einem technischen Problem zu helfen. Tatsächlich ist dies aber nur ein Vorwand, um Data unbemerkt abzuschalten. Gegenüber Captain Picard behauptet sie, er habe eine unerklärliche Fehlfunktion, und leitet zum Schein eine genaue Untersuchung ein.
Im Maschinenraum offenbart Lefler, dass sie eine Menge Geschichten über Wesley gehört hat. Er findet es nicht ganz fair, dass er im Gegenzug fast nichts über sie weiß. Sie beschließen, das bei einem Abendessen in der Bar „Zehn Vorne“ auszugleichen. Zuvor besucht Wesley noch seine Mutter in ihrem Quartier und überrascht sie dabei, wie sie Rikers neues Spiel spielt. Sie ist zunächst etwas peinlich berührt und erklärt, dass es eigentlich als Geschenk für ihn gedacht war. Sie bedrängt ihn, es ebenfalls auszuprobieren, doch Wesley hat wegen seiner Verabredung keine Zeit dafür. Während des Abendessens bemerken Wesley und Lefler, dass auffällig viele Besatzungsmitglieder von dem neuen Spiel begeistert, ja geradezu besessen sind. Sie beschließen, sich die Sache genauer anzusehen und eines der Spielgeräte einer Analyse zu unterziehen. Das Gerät projiziert ein virtuelles Spielfeld direkt in die Augen des Spielers. Der muss dann versuchen, Scheiben mit Trichtern einzufangen. Wesley und Lefler stellen fest, dass es eine starke Aktivität im Belohnungszentrum des Gehirns verursacht, was das suchtähnliche Verhalten der Besatzung erklärt. Sie stellen aber auch eine erhöhte Aktivität im präfrontalen Cortex fest, der für das höhere Denken zuständig ist. Hierauf können sie sich zunächst keinen Reim machen. Wesley beschließt, Picard über die Gefährlichkeit des Spiels zu informieren. Picard verspricht, sich umgehend darum zu kümmern, doch in Wahrheit steht er bereits selbst unter dem Einfluss des Spiels.
Schon bald treffen Wesley und Lefler kaum noch ein Besatzungsmitglied ohne eines der Spielgeräte an. Ihnen wird klar, dass hinter dieser Sache ein größerer Plan stecken muss, denn Data dürfte der einzige sein, der gegen die Wirkung des Spiels immun ist, weshalb er wohl absichtlich ausgeschaltet wurde. Die beiden beschließen, nach einem Weg zu suchen, um Data wieder zu aktivieren. Picard ist jetzt sehr darauf bedacht, dass auch die letzten Besatzungsmitglieder mit Spielgeräten ausgestattet werden. Um nicht aufzufallen, setzen sich Wesley und Leffler abgeschaltete Geräte auf.
Die Enterprise trifft sich mit einem fremden Raumschiff. An Bord befindet sich Etana Jol. Picard versichert ihr, dass die Enterprise nun ihren Befehlen gehorcht. Etanas Plan ist es, mit Hilfe dieses Spiels die gesamte Föderation unter die Kontrolle der Ktarianer zu bringen. Sie weist die Besatzung an, es auf weiteren Schiffen und Außenposten zu verteilen. Picard schlägt vor, es über Wesley auch an die Akademie zu bringen.
Nach einigen Vorbereitungen trifft Wesley im Maschinenraum wieder auf Lefler. Sie schaut ihn jedoch teilnahmslos an und es scheint, als würde sie nun ebenfalls unter dem Einfluss des Spiels stehen. Plötzlich kommen Riker und Sicherheitschef Worf auf Wesley zu. Der ergreift die Flucht, doch schließlich wird er gefasst. Auf der Brücke zwingen ihn die Führungsoffiziere, das Spiel endlich zu spielen. Auf einmal geht das Licht aus. Data erscheint und blendet die Anwesenden mit einem unregelmäßig blinkenden Strahler. Wesley erklärt, dass er Data reaktiviert habe, noch bevor er in den Maschinenraum ging. Durch seine anschließende Flucht hatte Data genug Zeit, einen speziellen Lichtimpuls zu entwickeln, der auf dem gesamten Schiff gleichzeitig ausgesendet wird und die Gedankenkontrolle der Ktarianer neutralisiert. Da sein Kopf nun wieder klar ist, befiehlt Picard sofort, das ktarianische Raumschiff mit einem Traktorstrahl zu erfassen und die Besatzung auf der nächsten Sternenbasis den Behörden zu übergeben.
Für Wesley wird es Zeit, zur Akademie zurückzukehren. Er und Lefler verabschieden sich mit einem Kuss.

## Verbindungen zu anderen Star-Trek-Produktionen
Einige Elemente aus dieser Folge wurden in späteren Star-Trek-Produktionen wieder aufgegriffen:
- Die Ktarianer haben hier ihren ersten Auftritt. Sie hatten später noch kleinere Auftritte in einer weiteren Folge von Raumschiff Enterprise – Das nächste Jahrhundert, in mehreren Folgen von Star Trek: Deep Space Nine und in einer Folge von Star Trek: Enterprise. In Star Trek: Raumschiff Voyager gehört das halb-menschliche, halb-ktarianische Mädchen Naomi Wildman zu den wiederkehrenden Nebenfiguren. Etana Jol erweckt in Gefährliche Spielsucht den Eindruck, sie handle im Auftrag ihrer Regierung, was nahelegt, dass die Ktarianer eine der Föderation feindlich gesonnene Macht sind. In späteren Folgen wird jedoch etabliert, dass sie nur kurze Zeit später Verbündete oder sogar Mitglieder der Föderation sind. Dieser Widerspruch wurde bislang innerhalb des Star-Trek-Kanons nicht aufgelöst.
- Das ktarianische Spiel ist auch in mehreren Folgen von Star Trek: Lower Decks und in einer Folge von Star Trek: Prodigy zu sehen.

## Produktion

### Drehbuch
Die ursprüngliche Idee zu dieser Folge stammte von Susan Sackett und Fred Bronson, die sie bereits während der Produktion der vierten Staffel einreichten. Bronson wurde hierzu durch seine eigene Leidenschaft für das Spiel Tetris inspiriert. Showrunner Michael Piller mochte die Geschichte nicht, doch Produzent Rick Berman befürchtete einen Mangel an typischen Science-Fiction-Geschichten. Daher gab Piller dem Entwurf noch eine Chance und ließ ihn von Brannon Braga überarbeiten.

### Darsteller
Wil Wheaton hat hier seinen ersten Gastauftritt als Wesley Crusher nach seinem Ausstieg als Hauptdarsteller der Serie in Folge 4.09 (Die letzte Mission). Er verkörperte die Figur noch in drei weiteren Folgen von Raumschiff Enterprise – Das nächste Jahrhundert, im Spielfilm Star Trek: Nemesis sowie in je einer Folge der Serien Star Trek: Picard und Star Trek: Lower Decks.
Ashley Judd hatte Robin Lefler zuvor bereits in Folge 5.02 (Darmok) gespielt.
Katherine Moffat, Darstellerin von Etana, spielte auch Vaatrik Pallra in Folge 2.08 (Die Ermittlung) von Star Trek: Deep Space Nine.

### Requisiten
Die ktarianischen Spielgeräte wurden aus gewöhnlichen Headsets gefertigt.

### Modelle
Für das ktarianische Schiff wurde das modifizierte Modell des tarellianischen Raumschiffs aus Folge 1.11 (Die Frau seiner Träume) wiederverwendet.

## Rezeption
Keith DeCandido bewertete Gefährliche Spielsucht 2012 auf tor.com als eine eher schlechte Folge von Raumschiff Enterprise – Das nächste Jahrhundert. Viele Einzelheiten gefielen ihm (etwa der Gastauftritt von Ashley Judd und ihr Zusammenspiel mit Wil Wheaton oder Datas überraschender Auftritt am Ende der Folge), doch die Gesamtgeschichte fand er eher lächerlich und in vielen Punkten unglaubwürdig. So fand er die durch das Spiel verursachte Gehirnwäsche bemerkenswert selektiv, da sich die Besatzungsmitglieder während des Spiels wie bekifft, danach aber wieder völlig normal verhalten. Da das Spiel über den Sehnerv auf das Gehirn zugreift, sollte neben Data eigentlich auch der blinde Geordi La Forge dagegen immun sein. DeCandido sah auch keine plausible Möglichkeit, wie jemand Worf dazu hätte bringen können, das Spiel auszuprobieren. Er fand es daher auch nicht überraschend, dass die Umstände der Übernahme von La Forge und Worf in der Folge nicht genauer erklärt werden. Die Computereffekte für das ktarianische Spiel fand er selbst für das Produktionsjahr 1991 schwach und veraltet.
James Whitbrook führte Gefährliche Spielsucht 2017 auf gizmodo.com in einer Liste der 15 sonderbarsten Folgen von Raumschiff Enterprise – Das nächste Jahrhundert auf Platz 4.
Kevin Wong zählte Gefährliche Spielsucht 2020 auf der Website gamespot.com zu den elf absonderlichsten Momenten von Raumschiff Enterprise – Das nächste Jahrhundert.